# Vino Greco
Vino Greco es el nombre de un estilo de vino que se originó, al menos hace 2.150 años, como una imitación italiana de los vinos griegos dulces y fuertes que se exportaban a Italia en la época de la República y el Imperio romanos. Su nombre en latín es vinum graecum.
La receta más antigua del vinum graecum se encuentra en el manual de agricultura de Catón el Viejo, De agri cultura, compilado alrededor del año 150 a. C. y que permitió producir vino en gran escala. Se recogían las uvas cuando estaban maduras. Se mezclaban dos cuadrantes de agua de mar o un poco de sal con el mosto. Se colgaba en una bolsa y se dejaba reposar en el mosto o una vez sellado en ánforas, el vinum graecum se maduraba al sol durante dos años antes de su venta.
Ya en el siglo I, Plinio el Viejo constataba que: "En verdad, el vino Greco era tan preciado que en los banquetes se servía una sola vez."
Este nombre no causaba necesariamente confusión con el vino griego exportado real, que se llamaba vinum transmarinum ('vino de ultramar') en latín clásico. Los métodos de producción han cambiado totalmente a lo largo de la duradera historia del vino greco, y el nombre aún sobrevive en algunos vinos italianos, en particular el blanco dulce Greco di Bianco y el Greco di Gerace del sur de Calabria (que se siguen produciendo hoy en día en la zona de Reggio Calabria).

## Desde la Edad Media hasta la actualidad
El vino greco reaparece en textos de la Baja Edad Media y principios de la Edad Moderna en Italia, Francia, España, Alemania e Inglaterra. Curiosamente, el comerciante florentino del siglo XIV Francesco Pegolotti registra en su Pratica della mercatura (c. 1340) que el vino greco se exportaba desde Italia a Constantinopla, la capital bizantina. Una vez más, no hubo necesariamente confusión, ya que el vino exportado de Grecia en ese período se llamaba generalmente vino di Romania.
El gastrónomo italiano Platina, en De honesta voluptate et valetudine (1475), dice que el mejor vino greco se hacía en San Gimignano (Non improbatur et graecum, maxime vero quod in oppidum Geminianum en Hetruria nascitur), pero tiene cuidado de distinguirlo de la todavía famosa Vernaccia di San Gimignano. Algunos autores describen el vino greco o vino griego como elaborado en las laderas del Vesubio. Uno de esos viajeros es el científico John Ray, que escribió en 1673, distinguiendo este Greco de otro tipo vesuviano, el Lagrime, que evidentemente es el vino que ahora se llama Lacryma Christi.